# Формула-1 — Чемпіонат 2024

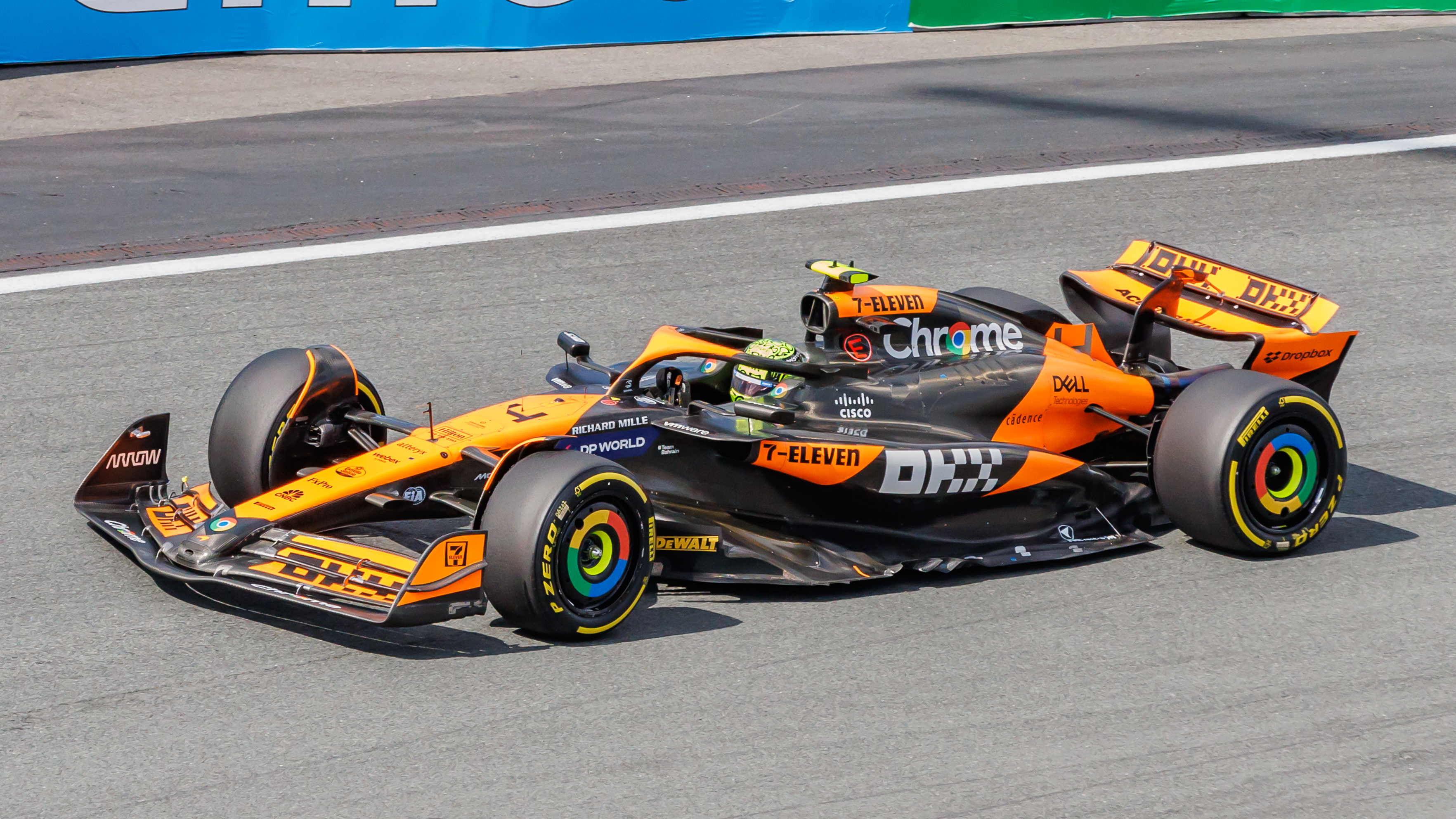
Макларен-Мерседес здобули свій дев'ятий Кубок конструкторів та перший з 1998 року.

Чемпіонат Формули-1 2024 року — сезон чемпіонату світу з автоперегонів у класі Формула-1, який проводився під егідою ФІА. Чемпіонат проходив у період з березня по грудень та складався з 24 Гран-прі. Сезон розпочався з Гран-прі Бахрейну 2 березня та закінчився на Гран-прі Абу-Дабі 8 грудня.
Пілоти та команди змагалися за титул чемпіона світу та Кубок конструкторів відповідно. Макс Ферстаппен, пілот Ред Булл Рейсінг, який розпочав сезон чинним чемпіоном серед пілотів, здобув свій четвертий титул поспіль на Гран-прі Лас-Вегаса 2024. На фінальному Гран-прі Абу-Дабі команда Макларен здобула свій перший Кубок конструкторів з 1998 року та дев'ятий загалом.

## Команди та пілоти
Наступні команди та пілоти мають контракт на участь у Чемпіонаті світу 2024 року. Постачальник шин для всіх команд — Pirelli. Кожна команда повинна мати двох пілотів, а також надати кожному з них окремий болід.
| Команда                       | Конструктор                  | Шасі     | Двигун              | Пілот | Пілот             | Пілот       |
| Команда                       | Конструктор                  | Шасі     | Двигун              | №     | Ім'я пілота       | Етапи       |
| ----------------------------- | ---------------------------- | -------- | ------------------- | ----- | ----------------- | ----------- |
| BWT Alpine F1 Team            | Альпін-Рено                  | A524     | Renault E-Tech RE24 | 10    | П'єр Гаслі        | Всі         |
| BWT Alpine F1 Team            | Альпін-Рено                  | A524     | Renault E-Tech RE24 | 31    | Естебан Окон      | 1–23        |
| BWT Alpine F1 Team            | Альпін-Рено                  | A524     | Renault E-Tech RE24 | 61    | Джек Дуен         | 24          |
| Aston Martin Aramco F1 Team   | Астон Мартін Арамко-Мерседес | AMR24    | Mercedes-AMG F1 M15 | 14    | Фернандо Алонсо   | Всі         |
| Aston Martin Aramco F1 Team   | Астон Мартін Арамко-Мерседес | AMR24    | Mercedes-AMG F1 M15 | 18    | Ленс Стролл       | Всі         |
| Scuderia Ferrari              | Феррарі                      | SF-24    | Ferrari 066/12      | 16    | Шарль Леклер      | Всі         |
| Scuderia Ferrari              | Феррарі                      | SF-24    | Ferrari 066/12      | 55    | Карлос Сайнс мол. | Всі         |
| Scuderia Ferrari              | Феррарі                      | SF-24    | Ferrari 066/12      | 38    | Олівер Берман     | 2           |
| MoneyGram Haas F1 Team        | Хаас-Феррарі                 | VF-24    | Ferrari 066/10      | 20    | Кевін Магнуссен   | 1–16, 18–24 |
| MoneyGram Haas F1 Team        | Хаас-Феррарі                 | VF-24    | Ferrari 066/10      | 38    | Олівер Берман     | 17, 21      |
| MoneyGram Haas F1 Team        | Хаас-Феррарі                 | VF-24    | Ferrari 066/10      | 27    | Ніко Гюлькенберг  | Всі         |
| Stake F1 Team Kick Sauber     | Кік Заубер-Феррарі           | C44      | Ferrari 066/12      | 24    | Чжоу Гуаньюй      | Всі         |
| Stake F1 Team Kick Sauber     | Кік Заубер-Феррарі           | C44      | Ferrari 066/12      | 77    | Вальттері Боттас  | Всі         |
| McLaren F1 Team               | Макларен-Мерседес            | MCL38    | Mercedes-AMG F1 M15 | 4     | Ландо Норріс      | Всі         |
| McLaren F1 Team               | Макларен-Мерседес            | MCL38    | Mercedes-AMG F1 M15 | 81    | Оскар Піастрі     | Всі         |
| Mercedes-AMG Petronas F1 Team | Мерседес                     | F1 W15   | Mercedes-AMG F1 M15 | 44    | Льюїс Гамільтон   | Всі         |
| Mercedes-AMG Petronas F1 Team | Мерседес                     | F1 W15   | Mercedes-AMG F1 M15 | 63    | Джордж Расселл    | Всі         |
| Visa Cash App RB F1 Team      | РБ-Хонда RBPT                | VCARB 01 | Honda RBPTH002      | 3     | Данієль Ріккардо  | 1–18        |
| Visa Cash App RB F1 Team      | РБ-Хонда RBPT                | VCARB 01 | Honda RBPTH002      | 30    | Ліам Ловсон       | 19–24       |
| Visa Cash App RB F1 Team      | РБ-Хонда RBPT                | VCARB 01 | Honda RBPTH002      | 22    | Юкі Цунода        | Всі         |
| Oracle Red Bull Racing        | Ред Булл Рейсінг-Хонда RBPT  | RB20     | Honda RBPTH002      | 1     | Макс Ферстаппен   | Всі         |
| Oracle Red Bull Racing        | Ред Булл Рейсінг-Хонда RBPT  | RB20     | Honda RBPTH002      | 11    | Серхіо Перес      | Всі         |
| Williams Racing               | Вільямс-Мерседес             | FW46     | Mercedes-AMG F1 M15 | 2     | Логан Сарджент    | 1–15        |
| Williams Racing               | Вільямс-Мерседес             | FW46     | Mercedes-AMG F1 M15 | 43    | Франко Колапінто  | 16–24       |
| Williams Racing               | Вільямс-Мерседес             | FW46     | Mercedes-AMG F1 M15 | 23    | Александр Албон   | Всі         |
| Джерело:                      |                              |          |                     |       |                   |             |

### Зміни в командах
Компанія Альфа Ромео припинила співпрацю з Заубер і залишила Формулу-1 у 2023 році, оскільки в Заубер готуються стати заводською командою Ауді з 2026 року. Команда була перейменована в Stake F1 Team, з повною назвою Stake F1 Team Kick Sauber, а конструктор отримав назву Kick Sauber. AlphaTauri змінили бренд, спочатку з’явившись у списку заявок під тимчасовою назвою AlphaTauri RB, а згодом розкрили свою офіційну назву — Visa Cash App RB F1 Team. Аеродинамічні операції команди також перемістилися в Мілтон-Кінз в Великій Британії на тлі реструктуризації управління.

### Зміни у складах команд
Єдина зміна серед пілотів, з якими контракт було укладено на початку 2023 року, відбулася в колишній команді AlphaTauri, яка замінила Ніка де Вріса на Данієля Ріккардо, починаючи з Гран-прі Угорщини 2023 року. Всі комбінації пілотів і команд, які брали участь у фінальному раунді попереднього сезону, залишилися незмінними на початку наступного сезону вперше в історії Чемпіонату світу Формули-1.

#### Зміни протягом сезону
Карлос Сайнс-молодший був змушений відмовитися від участі в Гран-прі Саудівської Аравії після того, як у нього діагностували апендицит, натомість його замінив резервний пілот Ferrari Олівер Берман, для якого це стало дебютом у Формулі-1.
Починаючи з Гран-прі Італії, гонщик Формули-2 Франко Колапінто замінив Логана Сарджента в Williams.
Кевін Магнуссен з Haas отримав два штрафні бали за те, що спричинив зіткнення на Гран-прі Італії, в результаті чого він накопичив дванадцять штрафних балів протягом дванадцяти останніх місяців, що спричинило автоматичну заборону на участь у наступному Гран-прі Азербайджану. Його замінив Олівер Берман, який вдруге за сезон взяв участь в гонці як резервний пілот. Магнуссен повернувся на наступному Гран-прі Сінгапуру.
Напередодні Гран-прі США було оголошено, що Данієль Ріккардо покине RB і його замінив резервний пілот Ліам Ловсон, який раніше підміняв Ріккардо в AlphaTauri у сезоні 2023 року.
Під час Гран-прі Сан-Паулу Берман знову підмінив Магнуссена в Haas в вільному заїзді, кваліфікації до спринту та спринті через погане самопочуття данця. Згодом він також взяв участь в основній кваліфікації та гонці.
Резервний пілот Джек Дуен замінив Естебана Окона в Alpine на Гран-прі Абу-Дабі після того, як команда дозволила Окону приєднатися до Haas під час післясезонних тестів. Це стало дебютом для Дуена у Формулі-1.

## Календар
Календар 2024 року містив рекордні двадцять чотири Гран-прі. В цьому сезоні спринти були проведені під час шести Гран-прі: Китаю, Маямі, Австрії, США, Сан-Паулу та Катару.
| №        | Гран-прі                    | Траса                                              | Дата         |
| -------- | --------------------------- | -------------------------------------------------- | ------------ |
| 1        | Гран-прі Бахрейну           | Міжнародний автодром Бахрейну, Сахір               | 2 березня    |
| 2        | Гран-прі Саудівської Аравії | Міська траса Джидда, Джидда                        | 9 березня    |
| 3        | Гран-прі Австралії          | Альберт-Парк, Мельбурн                             | 24 березня   |
| 4        | Гран-прі Японії             | Судзука, Судзука                                   | 7 квітня     |
| 5        | Гран-прі Китаю              | Міжнародний автодром Шанхая, Шанхай                | 21 квітня    |
| 6        | Гран-прі Маямі              | Міжнародний автодром Маямі, Маямі-Ґарденс, Флорида | 5 травня     |
| 7        | Гран-прі Емілії-Романьї     | Автодром Енцо та Діно Феррарі, Імола               | 19 травня    |
| 8        | Гран-прі Монако             | Міська траса Монте-Карло, Монте-Карло              | 26 травня    |
| 9        | Гран-прі Канади             | Автодром імені Жиля Вільнева, Монреаль             | 9 червня     |
| 10       | Гран-прі Іспанії            | Каталунья, Барселона                               | 23 червня    |
| 11       | Гран-прі Австрії            | Ред Булл Ринг, Шпільберг                           | 30 червня    |
| 12       | Гран-прі Великої Британії   | Автодром Сільверстоун, Сільверстоун                | 7 липня      |
| 13       | Гран-прі Угорщини           | Хунгароринг, Будапешт                              | 21 липня     |
| 14       | Гран-прі Бельгії            | Спа-Франкоршам, Спа                                | 28 липня     |
| 15       | Гран-прі Нідерландів        | Траса Зандвоорт, Зандтворт                         | 25 серпня    |
| 16       | Гран-прі Італії             | Автодром Монца, Монца                              | 1 вересня    |
| 17       | Гран-прі Азербайджану       | Вулична траса Баку, Баку                           | 15 вересня   |
| 18       | Гран-прі Сінгапуру          | Міський автодром Марина Бей, Сінгапур              | 22 вересня   |
| 19       | Гран-прі США                | Траса Америк, Остін, Техас                         | 20 жовтня    |
| 20       | Гран-прі Мехіко             | Автодром імені братів Родрігес, Мехіко             | 27 жовтня    |
| 21       | Гран-прі Сан-Паулу          | Інтерлагос, Сан-Паулу                              | 3 листопада  |
| 22       | Гран-прі Лас-Вегаса         | Вулична траса Лас-Вегаса, Парадайз, Невада         | 23 листопада |
| 23       | Гран-прі Катару             | Міжнародна траса Лусаїл, Лусаїл                    | 1 грудня     |
| 24       | Гран-прі Абу-Дабі           | Яс-Марина, Абу-Дабі                                | 8 грудня     |
| Джерело: |                             |                                                    |              |

### Розширення календаря та зміни
- Гран-прі Китаю повернулося до календаря після чотирирічної перерви, спричиненої пандемією COVID-19 у країні.[43]
- Гран-прі Емілії-Романьї, скасоване у 2023 році через повені в регіоні, повернулося до календаря.[43]
- За умовами контракту, у сезоні 2024 повинне було проводитись Гран-прі Росії. Проте з представниками Гран-прі розірвали контракт через російське вторгнення в Україну.[44]

## Результати та положення в заліках

### Гран-прі
| №        | Гран-прі                    | Поул-позиція      | Швидке коло       | Переможець        | Конструктор                | Звіт |
| -------- | --------------------------- | ----------------- | ----------------- | ----------------- | -------------------------- | ---- |
| 1        | Гран-прі Бахрейну           | Макс Ферстаппен   | Макс Ферстаппен   | Макс Ферстаппен   | Red Bull Racing-Honda RBPT | Звіт |
| 2        | Гран-прі Саудівської Аравії | Макс Ферстаппен   | Шарль Леклер      | Макс Ферстаппен   | Red Bull Racing-Honda RBPT | Звіт |
| 3        | Гран-прі Австралії          | Макс Ферстаппен   | Шарль Леклер      | Карлос Сайнс мол. | Ferrari                    | Звіт |
| 4        | Гран-прі Японії             | Макс Ферстаппен   | Макс Ферстаппен   | Макс Ферстаппен   | Red Bull Racing-Honda RBPT | Звіт |
| 5        | Гран-прі Китаю              | Макс Ферстаппен   | Фернандо Алонсо   | Макс Ферстаппен   | Red Bull Racing-Honda RBPT | Звіт |
| 6        | Гран-прі Маямі              | Макс Ферстаппен   | Оскар Піастрі     | Ландо Норріс      | McLaren-Mercedes           | Звіт |
| 7        | Гран-прі Емілії-Романьї     | Макс Ферстаппен   | Джордж Расселл    | Макс Ферстаппен   | Red Bull Racing-Honda RBPT | Звіт |
| 8        | Гран-прі Монако             | Шарль Леклер      | Льюїс Гамільтон   | Шарль Леклер      | Ferrari                    | Звіт |
| 9        | Гран-прі Канади             | Джордж Расселл    | Льюїс Гамільтон   | Макс Ферстаппен   | Red Bull Racing-Honda RBPT | Звіт |
| 10       | Гран-прі Іспанії            | Ландо Норріс      | Ландо Норріс      | Макс Ферстаппен   | Red Bull Racing-Honda RBPT | Звіт |
| 11       | Гран-прі Австрії            | Макс Ферстаппен   | Фернандо Алонсо   | Джордж Расселл    | Mercedes                   | Звіт |
| 12       | Гран-прі Великої Британії   | Джордж Расселл    | Карлос Сайнс мол. | Льюїс Гамільтон   | Mercedes                   | Звіт |
| 13       | Гран-прі Угорщини           | Ландо Норріс      | Джордж Расселл    | Оскар Піастрі     | McLaren-Mercedes           | Звіт |
| 14       | Гран-прі Бельгії            | Шарль Леклер      | Серхіо Перес      | Льюїс Гамільтон   | Mercedes                   | Звіт |
| 15       | Гран-прі Нідерландів        | Ландо Норріс      | Ландо Норріс      | Ландо Норріс      | McLaren-Mercedes           | Звіт |
| 16       | Гран-прі Італії             | Ландо Норріс      | Ландо Норріс      | Шарль Леклер      | Ferrari                    | Звіт |
| 17       | Гран-прі Азербайджану       | Шарль Леклер      | Ландо Норріс      | Оскар Піастрі     | McLaren-Mercedes           | Звіт |
| 18       | Гран-прі Сінгапуру          | Ландо Норріс      | Данієль Ріккардо  | Ландо Норріс      | McLaren-Mercedes           | Звіт |
| 19       | Гран-прі США                | Ландо Норріс      | Естебан Окон      | Шарль Леклер      | Ferrari                    | Звіт |
| 20       | Гран-прі Мехіко             | Карлос Сайнс мол. | Шарль Леклер      | Карлос Сайнс мол. | Ferrari                    | Звіт |
| 21       | Гран-прі Сан-Паулу          | Ландо Норріс      | Макс Ферстаппен   | Макс Ферстаппен   | Red Bull Racing-Honda RBPT | Звіт |
| 22       | Гран-прі Лас-Вегаса         | Джордж Расселл    | Ландо Норріс      | Джордж Расселл    | Mercedes                   | Звіт |
| 23       | Гран-прі Катару             | Джордж Расселл    | Ландо Норріс      | Макс Ферстаппен   | Red Bull Racing-Honda RBPT | Звіт |
| 24       | Гран-прі Абу-Дабі           | Ландо Норріс      | Кевін Магнуссен   | Ландо Норріс      | McLaren-Mercedes           | Звіт |
| Джерела: |                             |                   |                   |                   |                            |      |

### Нарахування очок
Очки отримують пілоти, які фінішували у першій десятці. Також 1 очко здобуває пілот, який показав найшвидше коло і фінішував в першій десятці. В спринт кваліфікації очки нараховуються першим восьми пілотам. У разі однакової кількості очок, пілот з найбільшою кількістю перших місць оцінюється вище. Якщо кількість перших місць однакова, то враховується кількість других місць і так далі. Якщо ця процедура не дає результату, FIA визначить переможця за такими критеріями, які вважатиме за потрібне. Очки нараховуються за кожну гонку за такою системою:
| Позиція  | 1-ша | 2-га | 3-тя | 4-та | 5-та | 6-та | 7-ма | 8-ма | 9-та | 10-та | НК |
| Гран-прі | 25   | 18   | 15   | 12   | 10   | 8    | 6    | 4    | 2    | 1     | 1  |
| Спринт   | 8    | 7    | 6    | 5    | 4    | 3    | 2    | 1    |      |       |    |

### Пілоти
| Поз.     | Пілот             | БАХ | САУ  | АВС  | ЯПО  | КИТ  | МАЯ  | ЕМІ  | МОН  | КАН  | ІСП | АВТ  | ВЕЛ  | УГО  | БЕЛ  | НІД | ІТА  | АЗЕ  | СІН  | США   | МЕХ  | САП   | ЛВГ  | КАТ   | АБУ  | Очки |
| -------- | ----------------- | --- | ---- | ---- | ---- | ---- | ---- | ---- | ---- | ---- | --- | ---- | ---- | ---- | ---- | --- | ---- | ---- | ---- | ----- | ---- | ----- | ---- | ----- | ---- | ---- |
| 1        | Макс Ферстаппен   | 1   | 1    | Схід | 1    | 1    | 21   | 1    | 6    | 1    | 1   | 51   | 2    | 5    | 4    | 2   | 6    | 5    | 2    | 31    | 6    | 14    | 5    | 18    | 6    | 437  |
| 2        | Ландо Норріс      | 6   | 8    | 3    | 5    | 26   | 1    | 2    | 4    | 2    | 2   | 20†3 | 3    | 2    | 5    | 1   | 3    | 4    | 1    | 43    | 2    | 61    | 6    | 102   | 1    | 374  |
| 3        | Шарль Леклер      | 4   | 3    | 2    | 4    | 4    | 32   | 3    | 1    | Схід | 5   | 117  | 14   | 4    | 3    | 3   | 1    | 2    | 5    | 14    | 3    | 53    | 4    | 25    | 3    | 356  |
| 4        | Оскар Піастрі     | 8   | 4    | 4    | 8    | 87   | 136  | 4    | 2    | 5    | 7   | 2    | 4    | 1    | 2    | 4   | 2    | 1    | 3    | 5     | 8    | 82    | 7    | 31    | 10   | 292  |
| 5        | Карлос Сайнс мол. | 3   | Т    | 1    | 3    | 5    | 5    | 5    | 3    | Схід | 6   | 35   | 5    | 6    | 6    | 5   | 4    | 18†  | 7    | 2     | 1    | Схід5 | 3    | 64    | 2    | 290  |
| 6        | Джордж Расселл    | 5   | 6    | 17†  | 7    | 68   | 8    | 7    | 5    | 3    | 4   | 14   | Схід | 8    | ДСК  | 7   | 7    | 3    | 4    | 65    | 5    | 46    | 1    | 43    | 5    | 245  |
| 7        | Льюїс Гамільтон   | 7   | 9    | Схід | 9    | 92   | 6    | 6    | 7    | 4    | 3   | 46   | 1    | 3    | 1    | 8   | 5    | 9    | 6    | Схід6 | 4    | 10    | 2    | 126   | 4    | 223  |
| 8        | Серхіо Перес      | 2   | 2    | 5    | 2    | 3    | 43   | 8    | Схід | Схід | 8   | 78   | 17   | 7    | 7    | 6   | 8    | 17†  | 10   | 7     | 17   | 118   | 10   | Схід  | Схід | 152  |
| 9        | Фернандо Алонсо   | 9   | 5    | 8    | 6    | 7    | 9    | 19   | 11   | 6    | 12  | 18   | 8    | 11   | 8    | 10  | 11   | 6    | 8    | 13    | Схід | 14    | 11   | 7     | 9    | 70   |
| 10       | П'єр Гаслі        | 18  | Схід | 13   | 16   | 13   | 12   | 16   | 10   | 9    | 9   | 10   | НС   | Схід | 13   | 9   | 15   | 12   | 17   | 12    | 10   | 37    | Схід | 5     | 7    | 42   |
| 11       | Ніко Гюлькенберг  | 16  | 10   | 9    | 11   | 10   | 117  | 11   | Схід | 11   | 11  | 6    | 6    | 13   | 18   | 11  | 17   | 11   | 9    | 8     | 9    | ДСК   | 8    | Схід7 | 8    | 41   |
| 12       | Юкі Цунода        | 14  | 15   | 7    | 10   | Схід | 78   | 10   | 8    | 14   | 19  | 14   | 10   | 9    | 16   | 17  | Схід | Схід | 12   | 14    | Схід | 7     | 9    | 13    | 12   | 30   |
| 13       | Ленс Стролл       | 10  | Схід | 6    | 12   | 15   | 17   | 9    | 14   | 7    | 14  | 13   | 7    | 10   | 11   | 13  | 19   | 19†  | 14   | 15    | 11   | НС    | 15   | Схід  | 14   | 24   |
| 14       | Естебан Окон      | 17  | 13   | 16   | 15   | 11   | 10   | 14   | Схід | 10   | 10  | 12   | 16   | 18   | 9    | 15  | 14   | 15   | 13   | 18    | 13   | 2     | 17   | Схід  |      | 23   |
| 15       | Кевін Магнуссен   | 12  | 12   | 10   | 13   | 16   | 19   | 12   | Схід | 12   | 17  | 8    | 12   | 15   | 14   | 18  | 10   |      | 19†  | 117   | 7    | Т     | 12   | 9     | 16   | 16   |
| 16       | Александр Албон   | 15  | 11   | 11   | Схід | 12   | 18   | Схід | 9    | Схід | 18  | 15   | 9    | 14   | 12   | 14  | 9    | 7    | Схід | 16    | Схід | НС    | Схід | 15    | 11   | 12   |
| 17       | Данієль Ріккардо  | 13  | 16   | 12   | Схід | Схід | 154  | 13   | 12   | 8    | 15  | 9    | 13   | 12   | 10   | 12  | 13   | 13   | 18   |       |      |       |      |       |      | 12   |
| 18       | Олівер Берман     |     | 7    |      |      |      |      |      |      |      |     |      |      |      |      |     |      | 10   |      |       |      | 12    |      |       |      | 7    |
| 19       | Франко Колапінто  |     |      |      |      |      |      |      |      |      |     |      |      |      |      |     | 12   | 8    | 11   | 10    | 12   | Схід  | 14   | Схід  | Схід | 5    |
| 20       | Чжоу Гуаньюй      | 11  | 18   | 15   | Схід | 14   | 14   | 15   | 16   | 15   | 13  | 17   | 18   | 19   | Схід | 20  | 18   | 14   | 15   | 19    | 15   | 15    | 13   | 8     | 13   | 4    |
| 21       | Ліам Ловсон       |     |      |      |      |      |      |      |      |      |     |      |      |      |      |     |      |      |      | 9     | 16   | 9     | 16   | 14    | 17†  | 4    |
| 22       | Вальттері Боттас  | 19  | 17   | 14   | 14   | Схід | 16   | 18   | 13   | 13   | 16  | 16   | 15   | 16   | 15   | 19  | 16   | 16   | 16   | 17    | 14   | 13    | 18   | 11    | Схід | 0    |
| 23       | Логан Сарджент    | 20  | 14   | Від  | 17   | 17   | Схід | 17   | 15   | Схід | 20  | 19   | 11   | 17   | 17   | 16  |      |      |      |       |      |       |      |       |      | 0    |
| 24       | Джек Дуен         |     |      |      |      |      |      |      |      |      |     |      |      |      |      |     |      |      |      |       |      |       |      |       | 15   | 0    |
| Поз.     | Пілот             | БАХ | САУ  | АВС  | ЯПО  | КИТ  | МАЯ  | ЕМІ  | МОН  | КАН  | ІСП | АВТ  | ВЕЛ  | УГО  | БЕЛ  | НІД | ІТА  | АЗЕ  | СІН  | США   | МЕХ  | САП   | ЛВГ  | КАТ   | АБУ  | Очки |
| Джерело: |                   |     |      |      |      |      |      |      |      |      |     |      |      |      |      |     |      |      |      |       |      |       |      |       |      |      |

| Приклад                  | Опис                                                              |
| ------------------------ | ----------------------------------------------------------------- |
| 1                        | Переможець                                                        |
| 2                        | Друге місце                                                       |
| 3                        | Третє місце                                                       |
| 5                        | Фінішував у очковій зоні                                          |
| 12                       | Фінішував поза очковою зоною                                      |
| НКЛ                      | Фінішував, але не класифікований                                  |
| Схід                     | Не фінішував і не класифікований                                  |
| НКВ                      | Не кваліфікований                                                 |
| НПКВ                     | Не передкваліфікований                                            |
| ДСК                      | Дискваліфікований                                                 |
| тест                     | Тестер по п'ятницях                                               |
| НС                       | Брав участь у Гран-прі як бойовий пілот, але не стартував у гонці |
| Т                        | Травмований чи хворий                                             |
| Викл                     | Виключений із протоколу                                           |
| Від                      | Відмова від участі                                                |
| НТР                      | Не брав участі в тренуваннях                                      |
| НПР                      | Не прибув на Гран-прі                                             |
| С                        | Гонка скасована                                                   |
|                          | Не брав участі                                                    |
| Жирний шрифт             | Поул-позиція                                                      |
| Курсив                   | Найшвидше коло                                                    |
| Числоу верхньому індексі | Позиція в спринті, що передбачає нарахування очок                 |

Примітки:
- — Пілоти, що не фінішували на Гран-прі, але були класифіковані, оскільки подолали понад 90 % дистанції.

### Конструктори
| Поз.     | Конструктор                  | БАХ | САУ  | АВС  | ЯПО  | КИТ  | МАЯ  | ЕМІ  | МОН  | КАН  | ІСП | АВТ  | ВЕЛ  | УГО  | БЕЛ  | НІД | ІТА  | АЗЕ  | СІН  | США   | МЕХ  | САП   | ЛВГ  | КАТ   | АБУ  | Очки |
| -------- | ---------------------------- | --- | ---- | ---- | ---- | ---- | ---- | ---- | ---- | ---- | --- | ---- | ---- | ---- | ---- | --- | ---- | ---- | ---- | ----- | ---- | ----- | ---- | ----- | ---- | ---- |
| 1        | McLaren-Mercedes             | 6   | 4    | 3    | 5    | 26   | 1    | 2    | 2    | 2    | 2   | 2    | 3    | 1    | 2    | 1   | 2    | 1    | 1    | 43    | 2    | 61    | 6    | 31    | 1    | 666  |
| 1        | McLaren-Mercedes             | 8   | 8    | 4    | 8    | 87   | 136  | 4    | 4    | 5    | 7   | 20†3 | 4    | 2    | 5    | 4   | 3    | 4    | 3    | 5     | 8    | 82    | 7    | 102   | 10   | 666  |
| 2        | Ferrari                      | 3   | 3    | 1    | 3    | 4    | 32   | 3    | 1    | Схід | 5   | 35   | 5    | 4    | 3    | 3   | 1    | 2    | 5    | 14    | 1    | 53    | 3    | 25    | 2    | 652  |
| 2        | Ferrari                      | 4   | 7    | 2    | 4    | 5    | 5    | 5    | 3    | Схід | 6   | 117  | 14   | 6    | 6    | 5   | 4    | 18†  | 7    | 2     | 3    | Схід5 | 4    | 64    | 3    | 652  |
| 3        | Red Bull Racing-Honda RBPT   | 1   | 1    | 5    | 1    | 1    | 21   | 1    | 6    | 1    | 1   | 51   | 2    | 5    | 4    | 2   | 7    | 5    | 2    | 31    | 5    | 14    | 5    | 18    | 6    | 589  |
| 3        | Red Bull Racing-Honda RBPT   | 2   | 2    | Схід | 2    | 3    | 43   | 8    | Схід | Схід | 8   | 78   | 17   | 7    | 7    | 6   | 8    | 17†  | 10   | 7     | 17   | 118   | 10   | Схід  | Схід | 589  |
| 4        | Mercedes                     | 5   | 6    | 17†  | 7    | 68   | 6    | 6    | 5    | 3    | 3   | 14   | 1    | 3    | 1    | 7   | 5    | 3    | 4    | 65    | 4    | 46    | 1    | 43    | 4    | 468  |
| 4        | Mercedes                     | 7   | 9    | Схід | 9    | 92   | 8    | 7    | 7    | 4    | 4   | 46   | Схід | 8    | ДСК  | 8   | 7    | 9    | 6    | Схід6 | 5    | 10    | 2    | 126   | 5    | 468  |
| 5        | Aston Martin Aramco-Mercedes | 9   | 5    | 6    | 6    | 7    | 9    | 9    | 11   | 6    | 12  | 13   | 7    | 10   | 8    | 10  | 11   | 6    | 8    | 13    | 11   | 14    | 11   | 7     | 9    | 94   |
| 5        | Aston Martin Aramco-Mercedes | 10  | Схід | 8    | 12   | 15   | 17   | 19   | 14   | 7    | 14  | 18   | 8    | 11   | 11   | 13  | 19   | 19†  | 14   | 15    | Схід | НС    | 15   | Схід  | 14   | 94   |
| 6        | Alpine-Renault               | 17  | 13   | 13   | 15   | 11   | 10   | 14   | 10   | 9    | 9   | 10   | 16   | 18   | 9    | 9   | 14   | 12   | 13   | 12    | 10   | 2     | 17   | 5     | 7    | 65   |
| 6        | Alpine-Renault               | 18  | Схід | 16   | 16   | 13   | 12   | 16   | Схід | 10   | 10  | 12   | НС   | Схід | 13   | 15  | 15   | 15   | 17   | 18    | 13   | 37    | Схід | Схід  | 15   | 65   |
| 7        | Haas-Ferrari                 | 12  | 10   | 9    | 11   | 10   | 117  | 11   | Схід | 11   | 11  | 6    | 6    | 13   | 14   | 11  | 10   | 10   | 9    | 8     | 7    | 12    | 8    | 9     | 8    | 58   |
| 7        | Haas-Ferrari                 | 16  | 12   | 10   | 13   | 16   | 19   | 12   | Схід | 12   | 17  | 8    | 12   | 15   | 18   | 18  | 17   | 11   | 19†  | 117   | 9    | ДСК   | 12   | Схід7 | 16   | 58   |
| 8        | RB-Honda RBPT                | 13  | 15   | 7    | 10   | Схід | 78   | 10   | 8    | 8    | 15  | 9    | 10   | 9    | 10   | 12  | 13   | 13   | 12   | 9     | 16   | 7     | 9    | 13    | 12   | 46   |
| 8        | RB-Honda RBPT                | 14  | 16   | 12   | Схід | Схід | 154  | 13   | 12   | 14   | 19  | 14   | 13   | 12   | 16   | 17  | Схід | Схід | 18   | 14    | Схід | 9     | 16   | 14    | 17†  | 46   |
| 9        | Williams-Mercedes            | 15  | 11   | 11   | 17   | 12   | 18   | 17   | 9    | Схід | 18  | 15   | 9    | 14   | 12   | 14  | 9    | 7    | 11   | 10    | 12   | Схід  | 14   | 15    | 11   | 17   |
| 9        | Williams-Mercedes            | 20  | 14   | Від  | Схід | 17   | Схід | Схід | 15   | Схід | 20  | 19   | 11   | 17   | 17   | 16  | 12   | 8    | Схід | 16    | Схід | НС    | Схід | Схід  | Схід | 17   |
| 10       | Kick Sauber-Ferrari          | 11  | 17   | 14   | 14   | 14   | 14   | 15   | 13   | 13   | 16  | 16   | 15   | 16   | 15   | 19  | 16   | 14   | 15   | 17    | 14   | 13    | 13   | 8     | 13   | 4    |
| 10       | Kick Sauber-Ferrari          | 19  | 18   | 15   | Схід | Схід | 16   | 18   | 16   | 15   | 13  | 17   | 18   | 19   | Схід | 20  | 18   | 16   | 16   | 19    | 15   | 15    | 18   | 11    | Схід | 4    |
| Поз.     | Конструктор                  | БАХ | САУ  | АВС  | ЯПО  | КИТ  | МАЯ  | ЕМІ  | МОН  | КАН  | ІСП | АВТ  | ВЕЛ  | УГО  | БЕЛ  | НІД | ІТА  | АЗЕ  | СІН  | США   | МЕХ  | САП   | ЛВГ  | КАТ   | АБУ  | Очки |
| Джерело: |                              |     |      |      |      |      |      |      |      |      |     |      |      |      |      |     |      |      |      |       |      |       |      |       |      |      |

| Приклад                  | Опис                                                              |
| ------------------------ | ----------------------------------------------------------------- |
| 1                        | Переможець                                                        |
| 2                        | Друге місце                                                       |
| 3                        | Третє місце                                                       |
| 5                        | Фінішував у очковій зоні                                          |
| 12                       | Фінішував поза очковою зоною                                      |
| НКЛ                      | Фінішував, але не класифікований                                  |
| Схід                     | Не фінішував і не класифікований                                  |
| НКВ                      | Не кваліфікований                                                 |
| НПКВ                     | Не передкваліфікований                                            |
| ДСК                      | Дискваліфікований                                                 |
| тест                     | Тестер по п'ятницях                                               |
| НС                       | Брав участь у Гран-прі як бойовий пілот, але не стартував у гонці |
| Т                        | Травмований чи хворий                                             |
| Викл                     | Виключений із протоколу                                           |
| Від                      | Відмова від участі                                                |
| НТР                      | Не брав участі в тренуваннях                                      |
| НПР                      | Не прибув на Гран-прі                                             |
| С                        | Гонка скасована                                                   |
|                          | Не брав участі                                                    |
| Жирний шрифт             | Поул-позиція                                                      |
| Курсив                   | Найшвидше коло                                                    |
| Числоу верхньому індексі | Позиція в спринті, що передбачає нарахування очок                 |

Примітки:
- — Пілоти, що не фінішували на Гран-прі, але були класифіковані, оскільки подолали понад 90 % дистанції.

## Виноски
1. ↑  Карлос Сайнс-молодший брав участь в двох практиках на Гран-прі Саудівської Аравії 2024, але був змушений відмовитись від подальшої участі після того, як у нього діагностували апендицит.[8]
2. ↑  Кевін Магнуссен мав виступити на Гран-прі Сан-Паулу 2024, але був змушений відмовитись від участі через погане самопочуття.[12]
3. ↑  Логан Сарджент брав участь в перших двох практика на Гран-прі Австралії, але відмовився від подальшої участі, щоб передати свій болід товаришу по команді Александру Албону, оскільки болід Албона був серйозно пошкоджений після аварії в першій практиці.[24]
4. ↑  Макс Ферстаппен встановив найшвидший час у кваліфікації, але отримав десять місць штрафу на стартовій решітці за перевищення квоти компонентів двигуна внутрішнього згоряння.[45] Шарль Леклер отримав поул-позицію замість нього.[46]
5. ↑  Джордж Расселл фінішував в гонці першим, але був дискваліфікований, оскільки його болід виявився легшим за допустиму мінімальну вагу.[47]
Льюїс Гамільтон, який був класифікований другим, успадкував перемогу замість нього.[48]
6. ↑  Макс Ферстаппен встановив найшвидший час у кваліфікації, але отримав одне місце штрафу на стартовій решітці за надто повільну їзду під час одного з кіл у фінальному сегменті кваліфікації.[49] Джордж Расселл отримав поул-позицію замість нього.[50]
7. ↑  Спринти були проведені на Гран-прі Китаю, Маямі, Австрії, США, Сан-Паулу та Катару.[42]